# OSSA 250
|  | No s'ha de confondre amb OSSA 250 Monocasc. |

L'OSSA 250 fou un model de motocicleta de turisme fabricat per OSSA entre 1969 i 1985. Al llarg de la seva vida comercial se'n fabricaren diverses versions, totes elles amb les següents característiques generals: motor de dos temps monocilíndric de 244 cc refrigerat per aire, bastidor de doble bressol i amortidors de forquilla convencional davant i telescòpics darrere.
El motor de la 250 era la darrera evolució del que havia dissenyat inicialment l'enginyer italià Sandro Colombo, un motor de 160 cc i canvi de quatre velocitats que OSSA havia muntat a totes les seves motocicletes d'ençà de 1963 i que mantingué en producció -amb successives millores i augments de cilindrada- fins al tancament de la fàbrica. Una de les versions més recordades de l'OSSA 250 és la 250 Turismo (o 250T) de 1975, ja que a banda de la seva bona acollida comercial obtingué una forta repercussió mediàtica en ser la base de la Copa OSSA, un trofeu de promoció per a pilots novells que s'organitzà els anys 1976 i 1977 amb gran èxit.

## Història
El 1966, OSSA apujà el seu cèlebre motor procedent de la 160 fins als 230 cc i el muntà en la nova 230 Sport, operació que repetí el 1969 tot apujant el motor a 244 cc i presentant la 250 Sport. Tret del canvi de decoració aplicat i l'augment de cilindrada, el nou model era pràcticament igual que l'anterior, com també ho seria la posterior versió "72" de 1972. Amb els seus 150 km/h, la 250 Sport era la més ràpida de la seva categoria en aquells anys.

### LesTurismoiCopa(1975-1979)
L'autèntica renovació de l'OSSA 250 s'esdevingué el 1975 amb la presentació de la 250T, equipada amb canvi de cinc velocitats i força renovada estèticament. Aquesta moto escenificava la nova aposta de la marca per la carretera, després d'un llarg període de dedicació prioritària al fora d'asfalt, i rellançà les vendes de l'empresa. A causa de l'èxit de la Copa OSSA -reservada a pilots que hi participessin amb una 250T-, el 1977 es va remodelar la moto tot diversificant-la en dues noves versions: la 250T 77 i la 250T Copa. La decoració característica de totes tres, amb el dipòsit i les tapes laterals pintades de vermell, blau i blanc, els va valdre el sobrenom popular d'«OSSA Pepsi».

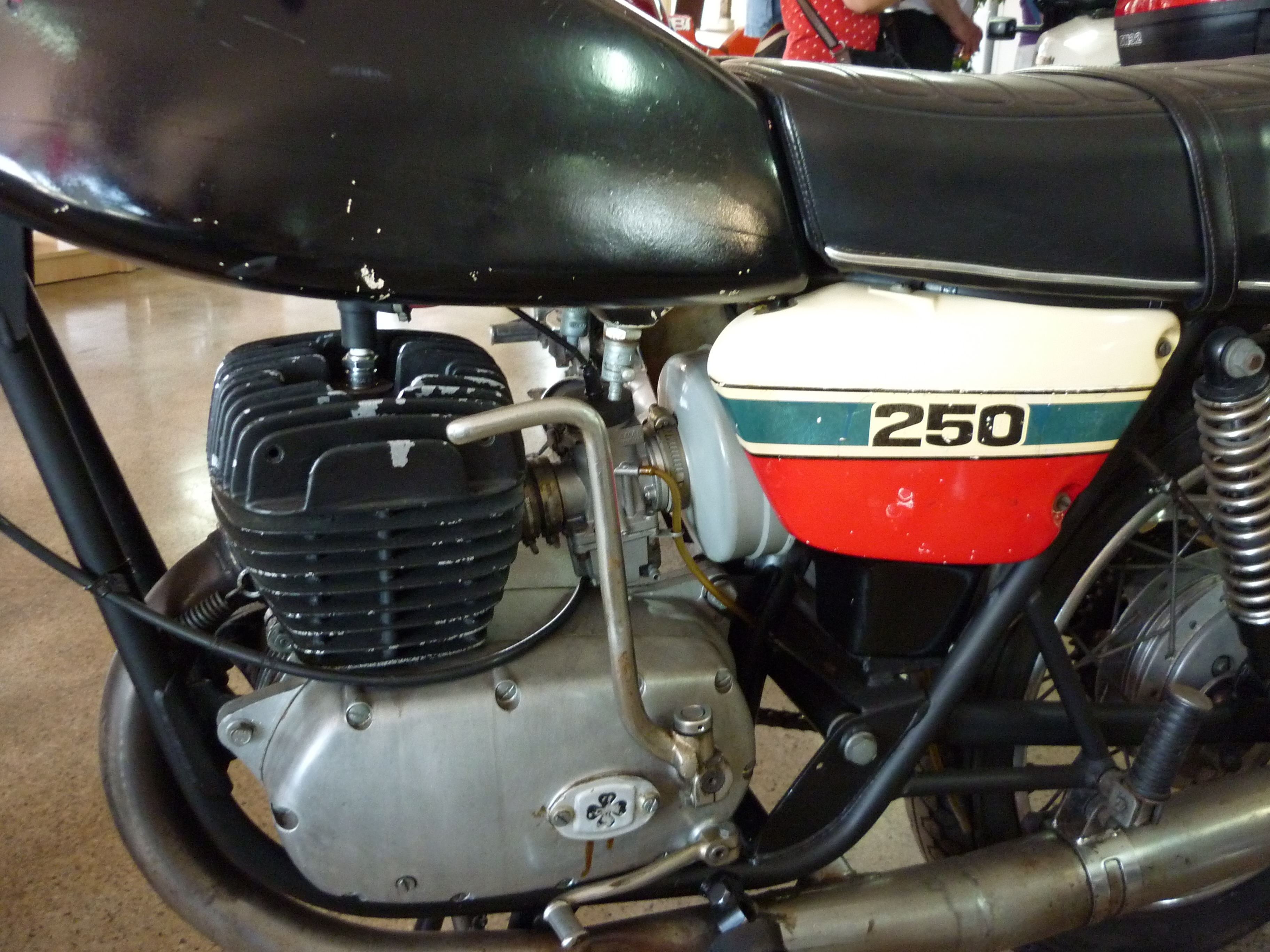
Detall del motor de la 250T de 1975

Pel que fa a la 250T Copa (o Copa 77), era un model de transició entre la tranquil·la 250T i la futura versió "Copa" de 1979. Els 27 CV del seu motor, units a un pes ajustat (112 kg) la convertien en una motocicleta esportiva i manejable, amb unes acceleracions ràpides i una velocitat punta al voltant dels 145–150 km/h. Malgrat la seva alçada considerable i el seu rude tarannà (amb un embragatge dur d'accionar), era una moto efectiva i entre els punts forts destacava el seu bon equip de frens -un disc anterior AJP i un potent tambor posterior-, l'engegada gairebé immediata gràcies a la seva encesa electrònica i el bon funcionament del carburador Bing de 32 mm. Al costat negatiu, cal esmentar un consum de combustible excessiu, com ho eren també els nivells de soroll i fums del seu motor.
A finals de 1978, OSSA va entrar en una profunda crisi que acabaria ocasionant la sortida de l'empresa dels seus propietaris (entre ells, l'enginyer responsable del desenvolupament dels seus models, Eduard Giró) i la seva conversió en societat anònima laboral. Malgrat la difícil situació, la marca va poder crear una versió de la 250 capaç de guanyar les curses de Producció (motos de sèrie) estatals. La nova "Copa 79" de 1979 incorporava importants canvis, entre els quals el cilindre de la Phantom de motocròs (identificable per les seves úniques quatre aletes), dos discs de fre i el seu característic color vermell. La moto va tenir molt d'èxit, ja que suposava la meitat de les vendes totals de la marca i la seva demanda superava la minvada capacitat productiva de la fàbrica.

### LesTEiF3(1980-1981)
El 1980, mentre la situació d'OSSA esdevenia cada cop més crítica, l'empresa va intentar augmentar les vendes amb un model més barat de la 250, la "TE" (inicials que, tot i ser les sigles de "Turismo Especial", varen ser popularment interpretades com a "Turismo Económica"), un model basat en l'antiga 250T que tingué força èxit. A banda del canvi d'imatge envers la Pepsi (ara la moto esdevenia vermella i carbassa), la TE oferia simplicitat mecànica i un baix consum, amb només 5 litres als 100 km.
El 1981, la revista espanyola Motociclismo convocà per primer cop les Motociclismo Series, un campionat per a motos comercials amb tres categories establertes, entre les quals la "Fórmula 3" per a motos de quatre temps fins a 400 cc i de dos temps fins a 250 cc. OSSA (amb una gran experiència en copes de promoció gràcies al seu propi campionat de finals de la dècada anterior), veient que el seu model "Copa" encaixava perfectament en aquesta categoria en creà una versió especial, preparada per a competir-hi amb plenes garanties, que anomenà "Fórmula 3" (o "F3").

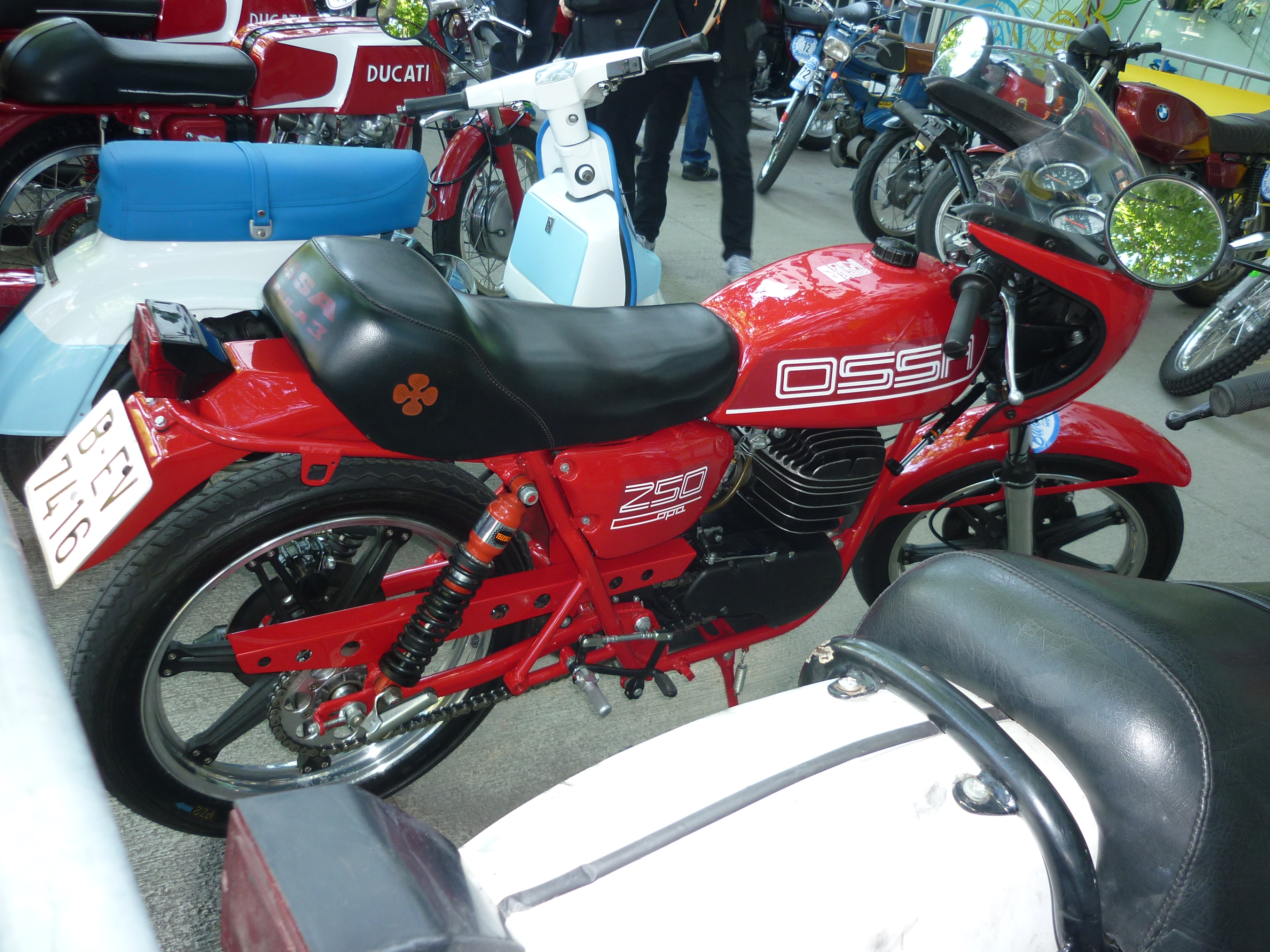
Una 250 "Copa F3" de 1981

Tot i tenir un motor igual que la Copa pel que fa a culata i compressió, la F3 incorporava un nou tubarro i retocs a la distribució (retocs que l'empresa subministrava en forma de plànols a qui ho volgués, facilitant que molts afeccionats se'ls fessin ells mateixos), a més d'una cúpula retallada, manillar baix de cinc peces (se n'eliminaven els rellotges), estreps endarrerits, llandes Akront amb boixa de magnesi de 18" a ambdues rodes i selló rebaixat. La F3 es podia adquirir ja preparada de fàbrica sota comanda però també es distribuïa un kit per a convertir la Copa estàndard en "Copa Fórmula 3", cosa que en va multiplicar el nombre. L'èxit de la moto va ser absolut i l'OSSA F3 va guanyar les Motociclismo Series en la seva categoria, esdevenint-hi el model més popular i donant a conèixer diversos pilots que més tard farien carrera en el món de la competició, com ara Juan López Mella, Rafael Falo Fernández o Carlos Muñoz.
Malgrat ser una moto excel·lent, la F3 no va poder evitar el tancament definitiu de l'empresa, que s'acabà materialitzat cap a 1985. Els darrers esforços d'OSSA per sobreviure, ja a les envistes de l'imminent tancament de la fàbrica, anaven encaminats a revifar la versió estàndard de la Copa: cap a 1982 es tornà a comercialitzar tot barrejant peces d'estoc de fabrica, amb un nou selló i tub d'escapament però conservant els colors llampants de la F3.

### Resum cronològic
Tot seguit es resumeix l'evolució de l'OSSA 250 al llarg dels anys:
- Sport:
  - 1969, apareix la primera OSSA de 244 cc: OSSA 250 Sport
  - 1972, es llança la darrera versió de la Sport
- Turismo/Copa:
  - 1975, apareix la primera Turismo 250: OSSA 250T
  - 1977, apareix la Turismo 250 Copa: OSSA 250 Copa
  - 1979, apareix la Copa 79
  - 1980, la Turismo canvia d'imatge y se li afegeix la "E" d'especial/econòmica: OSSA 250TE
  - 1981, apareix la Copa F3
  - 1982, es llança la darrera versió de la Copa[9]
  - 1983, es llança la darrera versió de la TE

## Copa OSSA
La «Copa OSSA», coneguda també com a «Copa OSSA 250», fou una fórmula promocional de competició que organitzà OSSA els anys 1976 i 1977 en col·laboració amb la revista Motociclismo i la federació espanyola de motociclisme (RFME, Real Federación Motociclista Española), amb la finalitat de promoure el nou model de carretera de la marca. La participació es reservava a pilots que hi correguessin amb una OSSA 250T de sèrie.
El guanyador destacat de la primera edició fou el barceloní Alfons Duran, amb 6 victòries a les 7 curses programades (a l'única que no guanyà, s'hagué de retirar per avaria). Duran, qui tingué com a principals contrincants a Hans Möller, Luis Miguel Reyes (guanyador de la següent edició) i Daniel Boquet, guanyà també l'any següent l'única edició que se celebrà de la Copa Yankee (una competició similar reservada a pilots que hi competissin amb una OSSA Yankee).
El 1977, la Copa OSSA es tornà a organitzar per darrer cop -aquesta vegada, conjuntament amb la Copa Yankee- i el guanyador final fou Luis Miguel Reyes, qui hi corria patrocinat pel taller barceloní Pit Stop (propietat de Carles Giró). Reyes guanyà la Copa amb 30 punts d'avantatge sobre el segon classificat, Daniel Boquet, després d'haver tingut com a principals rivals a Luis González, Joaquim Folch, Joan Porcar (periodista de la revista Solo Moto) i Joan Velat.

### Classificació final 1977
Tot seguit, es detalla el resultat final de la darrera edició, la de 1977:
| Posició | Pilot                | Punts |
| ------- | -------------------- | ----- |
| 1       | Luis Miguel Reyes    | 90    |
| 2       | Daniel Boquet        | 60    |
| 3       | Joaquim Folch        | 38    |
| 4       | Jorge Marín          | 32    |
| 5       | Constantino Martínez | 23    |
| 6       | Antonio Fernández    | 20    |
| 7       | Joan Carles Velat    | 19    |
| 8       | Joan Porcar          | 19    |
| 9       | Santiago Joaniquet   | 15    |
| 10      | Rafael Soto          | 11    |

## Versions

### Llista de versions produïdes
| Versió                    | Àlies                     | Id. Model                 | Anys                      | Núm. Sèrie                | Unitats | Pintura dipòsit             |
| ------------------------- | ------------------------- | ------------------------- | ------------------------- | ------------------------- | ------- | --------------------------- |
| 250 Sport                 |                           | B28                       | 1969 - 1971               | B280671                   | 330     | Argentat amb marge vermell  |
| 250 Sport/72              |                           | B28                       | 1972 - 1973               | B281001                   | 450     | Argentat amb marge vermell  |
|                           |                           |                           |                           |                           |         |                             |
| 250T                      | Pepsi                     | B14                       | 1975 - 1976               | B140001                   | 900     | Vermell, blau i blanc       |
| 250T/77 i Copa "77"       | Pepsi                     | B66                       | 1977 - 1978               | B660001                   | 1.400   | Vermell, blau i blanc       |
|                           |                           |                           |                           |                           |         |                             |
| Copa "79"                 |                           | B69                       | 1979 - 1985               | B690001                   | 3.400   | Vermell                     |
| 250TE                     | Econòmica                 | B75                       | 1980 - 1983               | B750001                   | 1.050   | Vermell amb franja carbassa |
| 250 F3                    | Copa Fórmula 3            | B78                       | 1981 - 1985               | B780001                   | 600     | Vermell (xassís vermell)    |
|                           |                           |                           |                           |                           |         |                             |
| 250TE/83                  | Econòmica                 | B30                       | 1983 - 1985               | B30001                    | 650     | Blau amb franja blanca      |
| Guardia Urbana            |                           | B13                       | 1983 - 1984               | B130001                   | 160     | Negre amb franja blanca     |
| Total d'unitats produïdes | Total d'unitats produïdes | Total d'unitats produïdes | Total d'unitats produïdes | Total d'unitats produïdes | 8.940   |                             |

1. ↑  Xassís negre i cúpula fins al 1981 i xassís vermell sense cúpula d'ençà de 1982.
2. 1 2  La primera versió de la TE (vermella) es codificà com a "TE/R" i la segona (blava), com a "TE/A".

### Sport
Fitxa tècnica
| OSSA 250 Sport | OSSA 250 Sport                   |
| --- | -------------------------------- |
| Id. Model | B28                              |
| Núm. Sèrie | B280671                          |
| Anys | 1969 - 1971                      |
| CC | 244,29                           |
| Diàmetre x Carrera | 72 x 60 mm                       |
| Compressió | 11:1                             |
| CV | 26                               |
| Carburador | Irz 33 mm                        |
| Canvi | 4 velocitats                     |
| Suspensió davant | Forquilla telescòpica hidràulica |
| Suspensió darrera | Amortidors hidràulics            |
| Pneumàtic davant | 3,00 x 18                        |
| Pneumàtic darrera | 3,00 x 18                        |
| Frens davant | Tambor 158 mm                    |
| Frens darrera | Tambor 158 mm                    |
| Pes en sec | 94 kg                            |
| Capacitat dipòsit | 15 litres                        |
| Color dipòsit | Argentat amb marge vermell       |

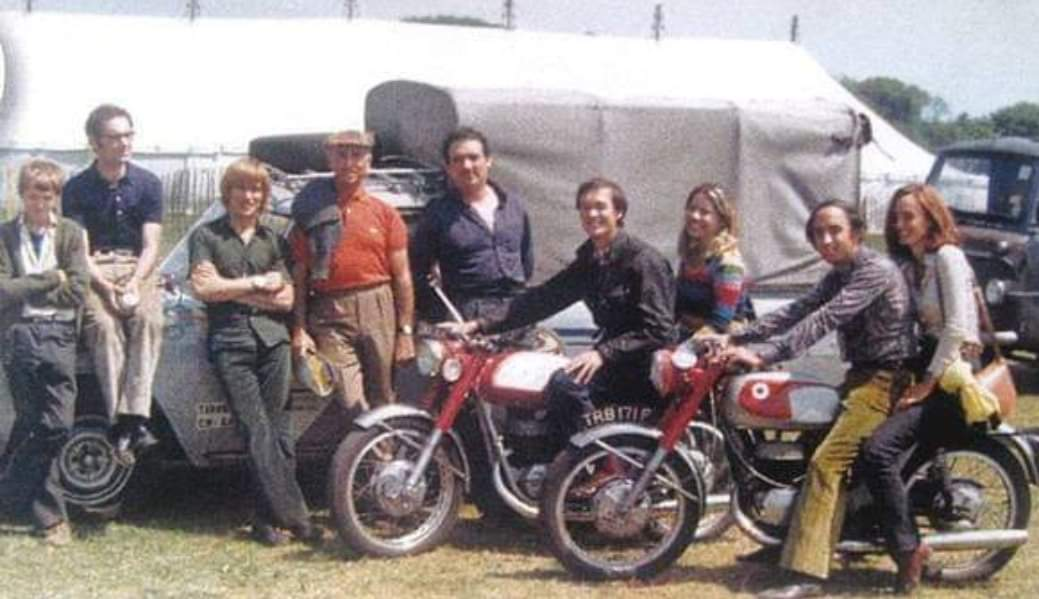
Els segons per la dreta: Eduardo Werring i Meli Veiga en una OSSA 250 Sport, envoltats d'amics d'OSSA al TT de

| \| • Altres \| \| ----------------------------------------------------------------- \| \| - Encesa: Volant electrònic Motoplat - Velocitat màxima: 150 km/h \| |                                  |
| • Altres |                                  |
| - Encesa: Volant electrònic Motoplat - Velocitat màxima: 150 km/h                                                                                              |                                  |

### Sport 72
Fitxa tècnica
| OSSA 250 Sport/72 | OSSA 250 Sport/72                | OSSA 250 Sport/72 |
| --- | -------------------------------- | ----------------- |
| Id. Model | B28                              |                   |
| Núm. Sèrie | B280671                          |                   |
| Anys | 1972 - 1973                      |                   |
| CC | 244,29                           |                   |
| Diàmetre x Carrera | 72 x 60 mm                       |                   |
| Compressió | 11:1                             |                   |
| CV | 26,5 a 7.000 rpm                 |                   |
| Carburador | Irz 32 mm                        |                   |
| Canvi | 4 velocitats                     |                   |
| Suspensió davant | Forquilla telescòpica hidràulica |                   |
| Suspensió darrera | Amortidors hidràulics            |                   |
| Pneumàtic davant | 3,00 x 18                        |                   |
| Pneumàtic darrera | 3,00 x 18                        |                   |
| Frens davant | Tambor 158 mm                    |                   |
| Frens darrera | Tambor 158 mm                    |                   |
| Pes en sec | 94 kg                            |                   |
| Capacitat dipòsit | 15 litres                        |                   |
| Color dipòsit | Argentat amb marge vermell       |                   |
| \| • Altres \| \| -------------------------------------------------------------------------------------------- \| \| - Encesa: Volant electrònic Motoplat - Longitud total: 1.980 mm - Velocitat màxima: 150 km/h \| |                                  |                   |
| • Altres |                                  |                   |
| - Encesa: Volant electrònic Motoplat - Longitud total: 1.980 mm - Velocitat màxima: 150 km/h |                                  |                   |

### T
La 250T de 1975 era una moto "moderna" per a l'època, ben equipada (disposava, entre d'altres, d'intermitents, compta-revolucions, bateria i indicadors de llums), amb un eficient xassís derivat del de l'OSSA Enduro i un motor de consum moderat i bones prestacions. A banda, duia parafangs d'acer inoxidable i amortidors Betor. Pel que fa al motor, el cilindre era heretat de l'antiga 250 Sport, l'embragatge era el típic dels models d'enduro i motocròs i el carburador, un Amal del 32.
Fitxa tècnica
| OSSA 250 Turismo | OSSA 250 Turismo                 | OSSA 250 Turismo |
| --- | -------------------------------- | ---------------- |
| Id. Model | B14                              |                  |
| Núm. Sèrie | B140001                          |                  |
| Anys | 1975 - 1976                      |                  |
| CC | 244,29                           |                  |
| Diàmetre x Carrera | 72 x 60 mm                       |                  |
| Compressió | 12:1                             |                  |
| CV | 23,5 a 7.000 rpm                 |                  |
| Carburador | Amal 32 mm                       |                  |
| Canvi | 5 velocitats                     |                  |
| Suspensió davant | Forquilla telescòpica hidràulica |                  |
| Suspensió darrera | Amortidors hidràulics            |                  |
| Pneumàtic davant | 3,00 x 19                        |                  |
| Pneumàtic darrera | 3,25 x 18                        |                  |
| Frens davant | Tambor 163 mm                    |                  |
| Frens darrera | Tambor 163 mm                    |                  |
| Pes en sec | 107 kg                           |                  |
| Capacitat dipòsit | 13,250 litres                    |                  |
| Color dipòsit | Vermell, blau i blanc            |                  |
| \| • Altres \| \| --------------------------------------------------------------------------------------------------- \| \| - Encesa: Volant electrònic Motoplat - Distància entre eixos: 1.373 mm - Velocitat màxima: 140 km/h \| |                                  |                  |
| • Altres |                                  |                  |
| - Encesa: Volant electrònic Motoplat - Distància entre eixos: 1.373 mm - Velocitat màxima: 140 km/h |                                  |                  |

### T 77
Fitxa tècnica
| OSSA 250T/77 i Copa "77" | OSSA 250T/77 i Copa "77"         |
| --- | -------------------------------- |
| Id. Model | B66                              |
| Núm. Sèrie | B660001                          |
| Anys | 1977 - 1978                      |
| CC | 244,29                           |
| Diàmetre x Carrera | 72 x 60 mm                       |
| Compressió | ?                                |
| CV | ?                                |
| Carburador | Amal 32 mm                       |
| Canvi | 5 velocitats                     |
| Suspensió davant | Forquilla telescòpica hidràulica |
| Suspensió darrera | Amortidors hidràulics            |
| Pneumàtic davant | 3,00 x 19                        |
| Pneumàtic darrera | 3,25 x 18                        |
| Frens davant | Tambor 163 mm                    |
| Frens darrera | Tambor 163 mm                    |
| Pes en sec | 107 kg                           |
| Capacitat dipòsit | 13,250 litres                    |
| Color dipòsit | Vermell, blau i blanc            |
| \| • Altres \| \| --------------------------------------------------------------------------------------------------- \| \| - Encesa: Volant electrònic Motoplat - Distància entre eixos: 1.373 mm - Velocitat màxima: 140 km/h \| |                                  |
| • Altres |                                  |
| - Encesa: Volant electrònic Motoplat - Distància entre eixos: 1.373 mm - Velocitat màxima: 140 km/h |                                  |

1. ↑  De disc a la versió Copa

### Copa 79
Fitxa tècnica
| OSSA Copa "79" | OSSA Copa "79"                   | OSSA Copa "79" |
| --- | -------------------------------- | -------------- |
| Id. Model | B69                              |                |
| Núm. Sèrie | B690001                          |                |
| Anys | 1979 - 1985                      |                |
| CC | 244,29                           |                |
| Diàmetre x Carrera | 72 x 60 mm                       |                |
| Compressió | ?                                |                |
| CV | ?                                |                |
| Carburador | Amal 34 mm                       |                |
| Canvi | 5 velocitats                     |                |
| Suspensió davant | Forquilla telescòpica hidràulica |                |
| Suspensió darrera | Amortidors hidràulics            |                |
| Pneumàtic davant | 3,25 x 19                        |                |
| Pneumàtic darrera | 3,50 x 18                        |                |
| Frens davant | Disc 260 mm                      |                |
| Frens darrera | Tambor 163 mm                    |                |
| Pes en sec | 107 kg                           |                |
| Capacitat dipòsit | 13,250 litres                    |                |
| Color dipòsit | Vermell                          |                |
| \| • Altres \| \| ---------------------------------------------------------------------- \| \| - Encesa: Volant electrònic Motoplat - Distància entre eixos: 1.373 mm \| |                                  |                |
| • Altres |                                  |                |
| - Encesa: Volant electrònic Motoplat - Distància entre eixos: 1.373 mm                                                                                                   |                                  |                |

1. ↑  Xassís negre i cúpula fins al 1981 i xassís vermell sense cúpula d'ençà de 1982

### TE
Fitxa tècnica
| OSSA 250 TE | OSSA 250 TE                      |
| --- | -------------------------------- |
| Id. Model | B75                              |
| Núm. Sèrie | B750001                          |
| Anys | 1980 - 1983                      |
| CC | 244,29                           |
| Diàmetre x Carrera | 72 x 60 mm                       |
| Compressió | 9:1                              |
| CV | 23,4 a 7.500 rpm                 |
| Carburador | Amal 25 mm                       |
| Canvi | 5 velocitats                     |
| Suspensió davant | Forquilla telescòpica hidràulica |
| Suspensió darrera | Amortidors hidràulics            |
| Pneumàtic davant | 3,00 x 18                        |
| Pneumàtic darrera | 3,25 x 18                        |
| Frens davant | Tambor 163 mm                    |
| Frens darrera | Tambor 163 mm                    |
| Pes en sec | 105 kg                           |
| Capacitat dipòsit | 13,250 litres                    |
| Color dipòsit | Vermell amb franja carbassa      |
| \| • Altres \| \| --------------------------------------------------------------------------------------------------- \| \| - Encesa: Volant electrònic Motoplat - Distància entre eixos: 1.373 mm - Velocitat màxima: 135 km/h \| |                                  |
| • Altres |                                  |
| - Encesa: Volant electrònic Motoplat - Distància entre eixos: 1.373 mm - Velocitat màxima: 135 km/h |                                  |

### F3
Entre els principals canvis mecànics de la F3 cal esmentar el tub d'escapament (gràcies al qual es guanyaven 4 CV) i els espiralls llimats. Pel que fa als complements, les noves llandes d'aliatge desmuntables, un selló tipus colín, estreps endarrerits, nous parafangs de plàstic i nous amortidors Betor de gas. Els frens ja eren de disc tant davant com darrere. La F3 oferia un comportament d'autèntica moto de competició i actualment és molt cotitzada dins el mercat de "clàssiques".
Fitxa tècnica
| OSSA 250 Copa Fórmula 3 | OSSA 250 Copa Fórmula 3          | OSSA 250 Copa Fórmula 3 |
| --- | -------------------------------- | ----------------------- |
| Id. Model | B78                              |                         |
| Núm. Sèrie | B780001                          |                         |
| Anys | 1981 - 1985                      |                         |
| CC | 244,29                           |                         |
| Diàmetre x Carrera | 72 x 60 mm                       |                         |
| Compressió | ?                                |                         |
| CV | 34                               |                         |
| Carburador | Amal 34 mm                       |                         |
| Canvi | 5 velocitats                     |                         |
| Suspensió davant | Forquilla telescòpica hidràulica |                         |
| Suspensió darrera | Amortidors hidràulics            |                         |
| Pneumàtic davant | 3,25 x 18                        |                         |
| Pneumàtic darrera | 3,50 x 18                        |                         |
| Frens davant | Disc                             |                         |
| Frens darrera | Disc                             |                         |
| Pes en sec | 112 kg                           |                         |
| Capacitat dipòsit | 13,250 litres                    |                         |
| Color dipòsit | Vermell (xassís vermell)         |                         |
| \| • Altres \| \| --------------------------------------------------------------------------------------------------- \| \| - Encesa: Volant electrònic Motoplat - Distància entre eixos: 1.373 mm - Velocitat màxima: 160 km/h \| |                                  |                         |
| • Altres |                                  |                         |
| - Encesa: Volant electrònic Motoplat - Distància entre eixos: 1.373 mm - Velocitat màxima: 160 km/h |                                  |                         |

### TE 83
Fitxa tècnica
| OSSA 250 TE/83 | OSSA 250 TE/83                   |
| --- | -------------------------------- |
| Id. Model | B30                              |
| Núm. Sèrie | B30001                           |
| Anys | 1983 - 1985                      |
| CC | 244,29                           |
| Diàmetre x Carrera | 72 x 60 mm                       |
| Compressió | 9:1                              |
| CV | 23,4 a 7.500 rpm                 |
| Carburador | Amal 25 mm                       |
| Canvi | 5 velocitats                     |
| Suspensió davant | Forquilla telescòpica hidràulica |
| Suspensió darrera | Amortidors hidràulics            |
| Pneumàtic davant | 3,00 x 18                        |
| Pneumàtic darrera | 3,25 x 18                        |
| Frens davant | Tambor 163 mm                    |
| Frens darrera | Tambor 163 mm                    |
| Pes en sec | 105 kg                           |
| Capacitat dipòsit | 13,250 litres                    |
| Color dipòsit | Blau amb franja blanca           |
| \| • Altres \| \| --------------------------------------------------------------------------------------------------- \| \| - Encesa: Volant electrònic Motoplat - Distància entre eixos: 1.373 mm - Velocitat màxima: 135 km/h \| |                                  |
| • Altres |                                  |
| - Encesa: Volant electrònic Motoplat - Distància entre eixos: 1.373 mm - Velocitat màxima: 135 km/h |                                  |

### Guardia Urbana
La "Guardia Urbana" fou una versió especial, basada en la TE, destinada a cossos de policia local. A banda del color negre, la principal diferència amb la TE era el complet carenat blanc amb pantalla.
Fitxa tècnica
| OSSA Guardia Urbana | OSSA Guardia Urbana              |
| --- | -------------------------------- |
| Id. Model | B13                              |
| Núm. Sèrie | B130001                          |
| Anys | 1983 - 1984                      |
| CC | 244,29                           |
| Diàmetre x Carrera | 72 x 60 mm                       |
| Compressió | ?                                |
| CV | ?                                |
| Carburador | Amal 25 mm                       |
| Canvi | 5 velocitats                     |
| Suspensió davant | Forquilla telescòpica hidràulica |
| Suspensió darrera | Amortidors hidràulics            |
| Pneumàtic davant | 1,85 x 18?                       |
| Pneumàtic darrera | 1,85 x 18?                       |
| Frens davant | Tambor 150 mm                    |
| Frens darrera | Tambor 150 mm                    |
| Pes en sec | 105 kg                           |
| Capacitat dipòsit | 13,250 litres                    |
| Color dipòsit | Negre amb franja blanca          |
| \| • Altres \| \| --------------------------------------------------------------------------------------------------- \| \| - Encesa: Volant electrònic Motoplat - Distància entre eixos: 1.373 mm - Velocitat màxima: 135 km/h \| |                                  |
| • Altres |                                  |
| - Encesa: Volant electrònic Motoplat - Distància entre eixos: 1.373 mm - Velocitat màxima: 135 km/h |                                  |